# Liste der Monuments historiques in Saint-Geniès-Bellevue
Die Liste der Monuments historiques in Saint-Geniès-Bellevue führt die Monuments historiques in der französischen Gemeinde Saint-Geniès-Bellevue auf.

## Liste der Bauwerke
| Bezeichnung | Beschreibung                      | Standort | Kennzeichnung | Schutzstatus | Datum     | Bild           |
| ----------- | --------------------------------- | -------- | ------------- | ------------ | --------- | -------------- |
| Schloss     | Erbaut im 16. bis 18. Jahrhundert | (Lage)   | PA00094462    | Inscrit      | 1949 1988 | weitere Bilder |

## Liste der Objekte
- Monuments historiques (Objekte) in Saint-Geniès-Bellevue in der Base Palissy des französischen Kultusministeriums